# Droga krajowa B47 (Niemcy)
Droga krajowa 47 (niem. Bundesstraße 47, B 47) – niemiecka droga krajowa przebiegająca  na osi wschód-zachód od skrzyżowania z drogą B27 w Walldürn w Badenii-Wirtembergii do skrzyżowania z autostradą A6 na węźle Wattenheim koło Hettenleidelheim w Nadrenii-Palatynacie.
Część drogi od Worms pokrywa swój bieg z turystaczną drogą Nibelungenstraße (Droga Nibelungów).
Droga krajowa 47n (niem. Bundesstraße 47n, B 47n) przebiega równolegle do B47 pomiędzy Worms i Monsheimem i jest rozbudowana jako droga ekspresowa. Droga ma ok. 12 km długości.

## Miejscowości leżące przy B47

### Badenia-Wirtembergia
Walldürn, Rippberg.

### Bawaria
Schneeberg, Amorbach, Boxbunn.

### Hesja
Michelstadt, Rehbach, Hutzwiese, Kirch-Beerfurth, Reichelsheim (Odenwald), Gumpen, Lindenfels, Kolmbach, Gadernheim, Lautertal (Odenwald), Reichenbach, Elmshausen, Wilmshausen, Bensheim, Lorsch, Bürstadt.

### Nadrenia-Palatynat
Worms, Pfeddersheim, Monsheim, Wachenheim, Zellertal, Albisheim (Pfrimm), Marnheim, Dreisen, Göllheim, Kerzenheim, Eisenberg (Pfalz), Hettenleidelheim.

## Historia
W 1840 r. wybudowano utwardzoną szosę pomiędzy Worms i Michelbach. Była to pierwsza droga utwardzona w Odenwaldzie.

## Linki zewnętrzne

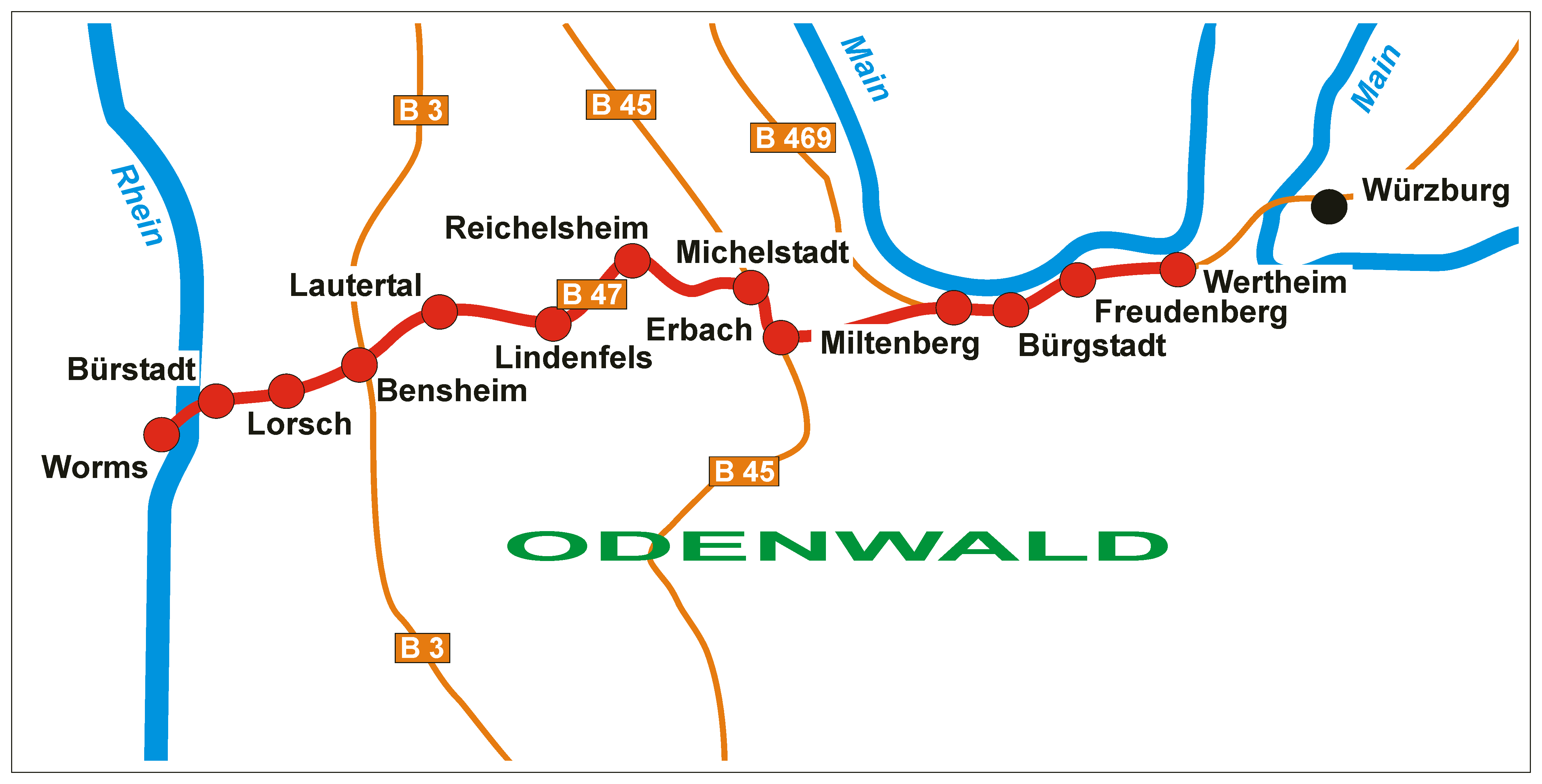
Przebieg Drogi Nibelungów
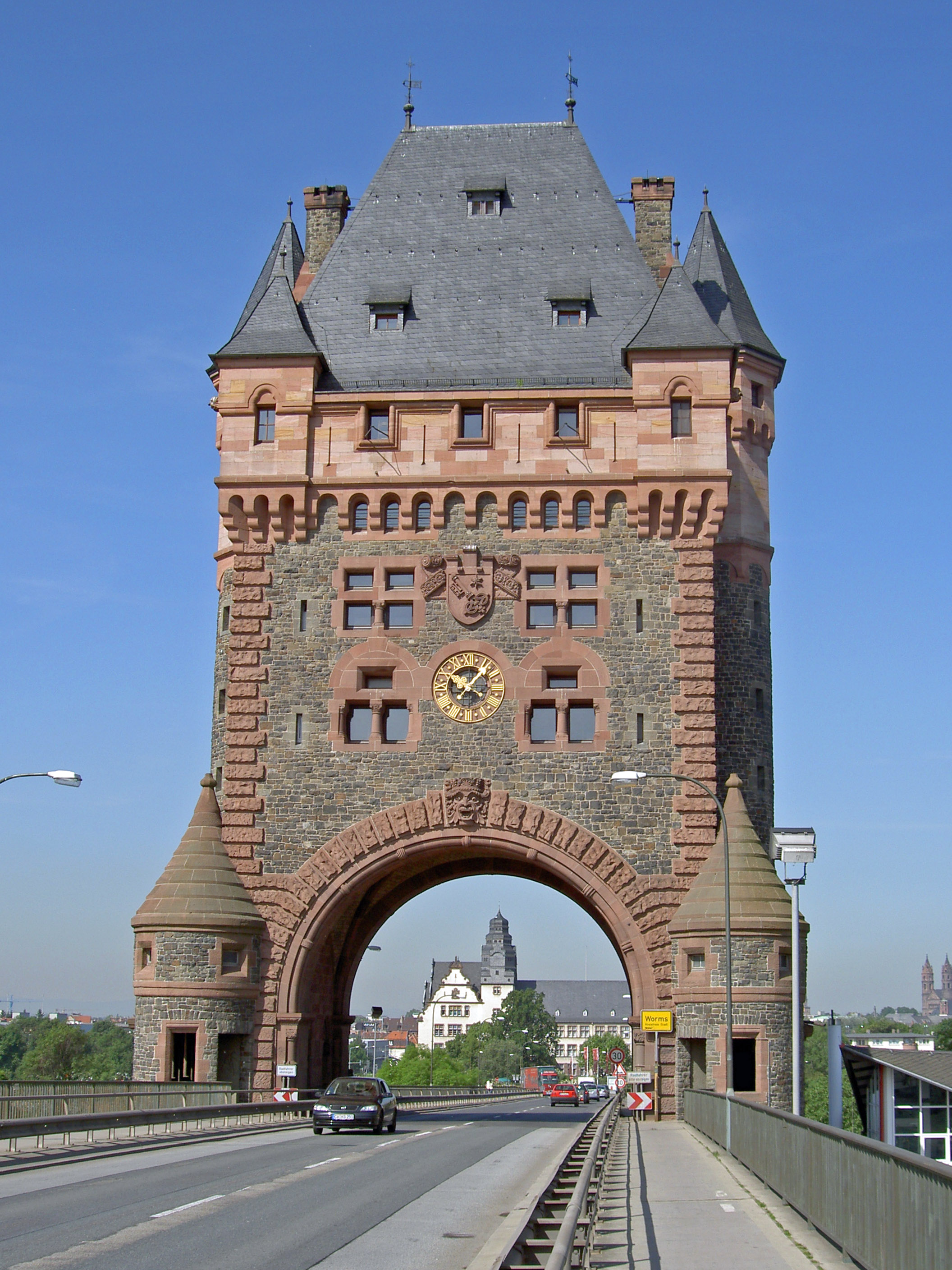
Brama na moście Nibelungów. Początek Drogi Nibelungów
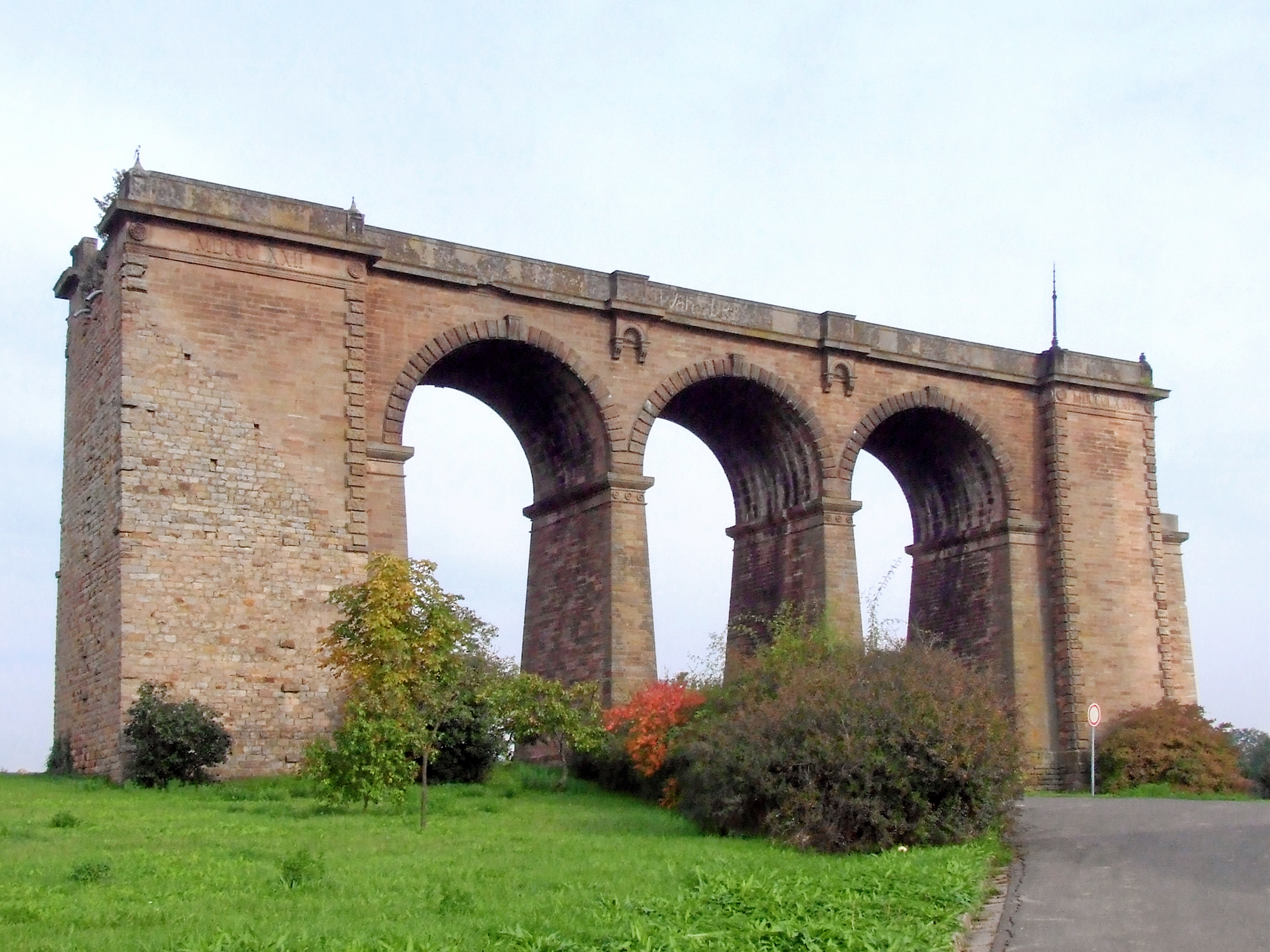
Nieużywany wiadukt kolejowy w dolinie rzeki Pfrimm koło Marnheim